# Copa Suruga Bank 2015
La Copa Suruga Bank de 2015 fue la octava edición de este torneo. Se disputó en un único partido en Japón entre el Gamba Osaka, campeón de la Copa J. League 2014 y River Plate, campeón de la Copa Sudamericana 2014. El encuentro se jugó el 11 de agosto de 2015 en el Estadio de la Expo '70 de Suita, Japón.
El campeón fue River Plate que sumó su primer título en la competencia, y su noveno título oficial a nivel internacional.

## Participantes
| País      | Equipo      | Vía de clasificación                 |
| --------- | ----------- | ------------------------------------ |
| Japón     | Gamba Osaka | Campeón de la Copa J. League 2014    |
| Argentina | River Plate | Campeón de la Copa Sudamericana 2014 |

## Sede
La final fue disputada en el Expo '70 de Osaka, donde habitualmente actuaba de local el Gamba Osaka.
| Japón               |                   |
| Ciudad              | Estadio           |
| Osaka               | Expo '70 de Osaka |
|                     |                   |
| 21 000 espectadores |                   |

## Partido
| 11 de agosto de 2015, 19:00 (UTC+9) | Gamba Osaka | 0:3 (0:2) | River Plate                                    | Estadio de la Expo '70, Suita                       |                                                     |
|                                     |             | Reporte   | Sánchez 7' (pen.) · Mercado 31' · Martínez 60' | Asistencia: 12 722 espectadores Árbitro(s): Tan Hal | Asistencia: 12 722 espectadores Árbitro(s): Tan Hal |

### Ficha
| 18         | Guardameta     | Yosuke Fujigaya  |     |
| 6          | Defensa        | Kim Jung-ya      | 40' |
| 2          | Defensa        | Keisuke Iwashita |     |
| 15         | Defensa        | Yasuyuki Konno   |     |
| 22         | Defensa        | Oh Jae-suk       | 82' |
| 21         | Centrocampista | Yosuke Ideguchi  |     |
| 17         | Centrocampista | Tomokazu Myōjin  | 45' |
| 7          | Centrocampista | Yasuhito Endo    |     |
| 19         | Centrocampista | Kotaro Omori     | 54' |
| 29         | Delantero      | Patric           | 70' |
| 9          | Delantero      | Lins             | 63' |
| Entrenador | Entrenador     | Kenta Hasegawa   |     |

| 1          | Guardameta     | Marcelo Barovero   |     |
| 25         | Defensa        | Gabriel Mercado    |     |
| 2          | Defensa        | Jonatan Maidana    |     |
| 6          | Defensa        | Ramiro Funes Mori  |     |
| 21         | Defensa        | Leonel Vangioni    |     |
| 8          | Centrocampista | Carlos Sánchez     | 78' |
| 5          | Centrocampista | Matías Kranevitter |     |
| 23         | Centrocampista | Leonardo Ponzio    | 51' |
| 16         | Centrocampista | Nicolás Bertolo    | 51' |
| 22         | Delantero      | Sebastián Driussi  | 51' |
| 29         | Delantero      | Javier Saviola     | 63' |
| Entrenador | Entrenador     | Marcelo Gallardo   |     |

| 11 | Centrocampista | Shu Kurata        | 40' |
| 4  | Defensa        | Hiroki Fujiharu   | 45' |
| 10 | Centrocampista | Takahiro Futagawa | 54' |
| 13 | Centrocampista | Hiroyuki Abe      | 63' |
| 24 | Delantero      | Shingo Akamine    | 70' |
| 30 | Delantero      | So Hirao          | 82' |

| 19 | Centrocampista | Tabaré Viudez       | 51' |
| 15 | Centrocampista | Leonardo Pisculichi | 51' |
| 10 | Delantero      | Gonzalo Martínez    | 51' |
| 27 | Delantero      | Luis González       | 63' |
| 18 | Centrocampista | Camilo Mayada       | 78' |

| Anotado · Penal | 7'  | Carlos Sánchez   | 0-1 |
| Anotado         | 31' | Gabriel Mercado  | 0-2 |
| Anotado         | 60' | Gonzalo Martínez | 0-3 |

| Amonestado | 44' | Keisuke Iwashita |
| Amonestado | 56' | Shu Kurata       |

| Árbitro             | Tan Hal         |
| Árbitros asistentes | Yuxin Mu        |
| Árbitros asistentes | Weiming Huo     |
| Cuarto árbitro      | Hiroyuki Kimura |

| 18         | Guardameta     | Yosuke Fujigaya  |     |
| 6          | Defensa        | Kim Jung-ya      | 40' |
| 2          | Defensa        | Keisuke Iwashita |     |
| 15         | Defensa        | Yasuyuki Konno   |     |
| 22         | Defensa        | Oh Jae-suk       | 82' |
| 21         | Centrocampista | Yosuke Ideguchi  |     |
| 17         | Centrocampista | Tomokazu Myōjin  | 45' |
| 7          | Centrocampista | Yasuhito Endo    |     |
| 19         | Centrocampista | Kotaro Omori     | 54' |
| 29         | Delantero      | Patric           | 70' |
| 9          | Delantero      | Lins             | 63' |
| Entrenador | Entrenador     | Kenta Hasegawa   |     |

| 1          | Guardameta     | Marcelo Barovero   |     |
| 25         | Defensa        | Gabriel Mercado    |     |
| 2          | Defensa        | Jonatan Maidana    |     |
| 6          | Defensa        | Ramiro Funes Mori  |     |
| 21         | Defensa        | Leonel Vangioni    |     |
| 8          | Centrocampista | Carlos Sánchez     | 78' |
| 5          | Centrocampista | Matías Kranevitter |     |
| 23         | Centrocampista | Leonardo Ponzio    | 51' |
| 16         | Centrocampista | Nicolás Bertolo    | 51' |
| 22         | Delantero      | Sebastián Driussi  | 51' |
| 29         | Delantero      | Javier Saviola     | 63' |
| Entrenador | Entrenador     | Marcelo Gallardo   |     |

| 11 | Centrocampista | Shu Kurata        | 40' |
| 4  | Defensa        | Hiroki Fujiharu   | 45' |
| 10 | Centrocampista | Takahiro Futagawa | 54' |
| 13 | Centrocampista | Hiroyuki Abe      | 63' |
| 24 | Delantero      | Shingo Akamine    | 70' |
| 30 | Delantero      | So Hirao          | 82' |

| 19 | Centrocampista | Tabaré Viudez       | 51' |
| 15 | Centrocampista | Leonardo Pisculichi | 51' |
| 10 | Delantero      | Gonzalo Martínez    | 51' |
| 27 | Delantero      | Luis González       | 63' |
| 18 | Centrocampista | Camilo Mayada       | 78' |

| Anotado · Penal | 7'  | Carlos Sánchez   | 0-1 |
| Anotado         | 31' | Gabriel Mercado  | 0-2 |
| Anotado         | 60' | Gonzalo Martínez | 0-3 |

| Amonestado | 44' | Keisuke Iwashita |
| Amonestado | 56' | Shu Kurata       |

| Árbitro             | Tan Hal         |
| Árbitros asistentes | Yuxin Mu        |
| Árbitros asistentes | Weiming Huo     |
| Cuarto árbitro      | Hiroyuki Kimura |

| Estadísticas       | Gamba Osaka | River Plate |
| ------------------ | ----------- | ----------- |
| Tiros              | 13          | 13          |
| Tiros al arco      | 7           | 10          |
| Faltas             | 16          | 18          |
| Tiros de esquina   | 8           | 5           |
| Posesión del balón | 0           | 0           |
| Penales            | 0           | 1           |
| Fueras de juego    | 1           | 1           |

|                                 |
| Bandera de Argentina            |
| Campeón River Plate 1.er título |

## Transmisión
- Latinoamérica: Fox Sports
- Paraguay: Tigo Sports
- Uruguay: VTV